# Bondaroy
Bondaroy é uma comuna francesa na região administrativa do Centro, no departamento Loiret. Estende-se por uma área de 6,94 km². Em 2010 a comuna tinha 423 habitantes (densidade: 61 hab./km²).